# Drajna de Sus, Prahova
Drajna de Sus este satul de reședință al comunei Drajna din județul Prahova, Muntenia, România.
Așezarea a fost atestată documentar în anul 1582.
Drajna de Sus a avut rang de comună până în 1968.